# Царство Сулеймана
«Ца́рство Сулейма́на» (перс. مُلک سلیمان‎) — иранский исторический фильм режиссёра Шахрияра Бахрани, снятый в 2010 году. Повествует историю жизни пророка Сулеймана, царя израильтян. В основном основан на исламских рассказах, извлеченных из Корана, но также опирается на параллели, обнаруженные в некоторых еврейских текстах.

## Сюжет
Сулейман — мудрый пророк, избранный в качестве наследного принца своим отцом царем, пророком Давудом (Давид), когда ему было 9 лет. После смерти пророка Давуда Сулейман унаследовал корону, и Аллах назначил его пророком. Прося у Аллаха установления божественного царства, Сулейман берет ветер, джиннов и демонов под свою власть. Приглашая правителей соседних земель к религию единобожия, пророк Сулейман продолжает свою божественную миссию, поскольку Билкис, царица Савская, исповедует единобожие. В конце, опираясь на свою трость, Сулейман прощается с миром, а джинны и демоны выходят из-под его власти и возвращаются в свой мир.

### Часть 1
Сулейман, пророк и царь иудейский, просит Аллаха даровать ему царство небесное и обещанный рай на земле, который никому не будет дан до конца мира. Чтобы это исполнилось, он должен столкнуться с миром дьяволов (джиннов и демонов), их материализацией, неминуемой и жестокой войной с ними. Наполненные неверием и богохульством, главы различных колен израильтян отвергают его призывы о помощи. Когда случается бедствие, люди становятся демоническими и сумасшедшими, Сулейман едва может справиться с бедствием. Но как только люди принимают материальную форму, он молит Аллаха о помощи и милости, чтобы преодолеть их натиск. Так Аллах ему помогает, а дьяволы боятся Сулеймана.

### Часть 2
Съёмки этой части ещё не начались, но её производство и кастинг находятся на рассмотрении.

## В ролях
| Актёр                    | Роль                             |
| ------------------------ | -------------------------------- |
| Амин Зендегани           | царь, пророк Сулейман            |
| Махмуд Пак Ният          | священник Язар                   |
| Хоссейн Махджуб          | учёный Асиф сын Бархия           |
| Мехди Фагих              | колдун, сатанист Ара             |
| Алиреза Камали           | брат Сулеймана Адония            |
| Захра Саиди              | мать Сулеймана Микаль (Вирсавия) |
| Эльхам Хамиди            | жена Сулеймана Мирьям            |
| Джавад Тахери            | брат Сулеймана Абшалом           |
| Али Бокаиян              | священник Меир                   |
| Мохаммад Багер Сахраруди | Юиль                             |
| Аббас Гелич Лу           | друг Сулеймана Шай               |
| Голамреза Арефнежад      | Ашер                             |
| Сиямак Атласи            | священник Иоан                   |
| Сирус Сабер              | друг Сулеймана Иоаб              |
| Мохсен Гударзи           | Исхак                            |
| Мохаммад Яромтаглу       | Джин                             |

## Награды

### 28-й кинофестиваль Фаджр 2010 года
На 28-м Международном кинофестивале «Фаджр» Царство Сулеймана было номинировано на 9 наград в Национальной секции и получило 5 Crystal Simorgh, которые являются следующими:
| Награды                  | Награды                           | Награды      |
| Премия                   | Категория                         | Номинант     |
| ------------------------ | --------------------------------- | ------------ |
| Премия «Crystal Simorgh» | Лучшая музыка                     | Чан Квон-вин |
| Премия «Crystal Simorgh» | Лучшие визуальные эффекты         | Лео Ло       |
| Премия «Crystal Simorgh» | Лучший макияж                     | Саид Малекан |
| Премия «Crystal Simorgh» | Лучший звуковой микс              | Кинсон Цан   |
| Премия «Crystal Simorgh» | Лучшая мужская роль второго плана | Мехди Фагих  |

### Наряду с участием Международного кинофестиваля Фаджр
- Премия Мустафы Аккада «Золотой флаг»
- Премия фестиваля «Золотая доска»

### 14-й Дом кино торжеств 2010 года
На 14-м Дом кино торжеств был номинирован на 2 премии в Национальной секции и выиграл 4:
| Награды             | Награды                        | Награды            |
| Премия              | Категория                      | Номинант           |
| ------------------- | ------------------------------ | ------------------ |
| «Золотая статуэтка» | Лучшая операторская работа     | Хамид Хозуи Абьяни |
| «Золотая статуэтка» | Лучший дизайнер одежды         | Хамид Гадирян      |
| «Золотая статуэтка» | Лучший производственный дизайн | Хамид Гадирян      |
| «Золотая статуэтка» | Лучшие визуальные эффекты      | Лео Ло             |

### Багдадский Международный кинофестиваль 2010 года
- Премия за лучшую режиссуру — Шахрияру Бахрани
- Премия за первый выпуск — Мохаммаду Реза Муини
- Премия за лучший фильм — Царство Сулеймана